# Нервова булімія
Нерво́ва булімі́я — психічний розлад харчової поведінки, що характеризується повторюваними епізодами надмірного голоду та об'їдання, після яких людина намагається «очистити» організм за допомогою блювоти, проносних, сечогінних засобів, фізичних вправ. Це захворювання частіше зустрічається у підлітків і молодих дівчат, рідше у чоловіків, стурбованих власною вагою.
Нервова булімія зустрічається набагато частіше, ніж анорексія. Але її набагато важче розпізнати. Якщо хворі на анорексію часто худнуть настільки, що не можуть приховати своє захворювання від оточення, то у більшості хворих на булімію нормальні обсяги тіла і нормальна вага. Тому вони можуть тримати свою хворобу в таємниці багато років, нікому про неї не розповідаючи.

## Групи ризику
В основну групу ризику входять молоді жінки від 13 до 35 років. Найбільший пік розвитку та клінічних проявів хвороби припадає на 15—16 років, 22—25 років, 27—28 років. Крім того, зростає кількість людей обох статей з різними легкими формами цього розладу, вони знаходяться на небезпечній межі розвитку клінічно вираженої нервової булімії.

## Причини розвитку хвороби
Нервова булімія характеризується патологічно посиленим відчуттям голоду, яке супроводжується відсутністю відчуття насичення при прийомі їжі (поліфагія — обжерливість). Булімія є наслідком органічних або функціональних розладів центральної нервової системи (гіпоталамо-гіпофізарні порушення, епілепсія, пухлини та черепно-мозкові травми), або психічних захворювань (шизофренія, психопатії, синдром нав'язливих станів). Також булімія може розвинутися в результаті підвищеного вмісту інсуліну в крові.
Фахівці зазначають, що частіше булімія розвивається в людей зі забезпечених сімей та схильних до претензійності та амбітності сімейних установок. В такій сім'ї у дітей часто розвивається комплекс неповноцінності, страх не виправдати надії, підвести, зганьбити сім'ю[джерело?].
Спочатку люди з нервовою булімією, виглядають звичайно, але схильні до підвищених вимог щодо себе, до самотності, депресивних станів. З часом їх життя починає концентруватися навколо їжі, суспільство відходить на другий план і люди з булімією замикаються в собі ще більше, уникаючи спілкування.

## Ознаки
Більшість хворих булімією не можуть вирватися з кола обжерливості та звільнення від з'їденого. Відчуття насичення зникає, зникає і контроль над кількістю їжі, що з'їдається, тобто почавши, людина не може зупинитися. Але, незалежно від кількості з'їденого, докоряє себе тим, що не повинна була цього робити. Розуміючи, що з нею коїться щось погане, людина з булімією, з'їдаючи чергову порцію, втішає себе тим, що з понеділка почне нове життя. Однак цей понеділок так і не настає і в результаті виникає паніка і відчуття нездатності контролювати себе.
Найчастіше булімія, яка не пов'язана з органічними порушеннями та має психологічний характер, виникає у випадку, коли вживання їжі стає для людини фактором корекції емоційного стану. Під час спалаху негативних емоцій (гнів, злість, роздратування, страх, невпевненість тощо) людина звертається до їжі, як до способу отримання позитивних емоцій, намагається «заїсти» неприємності, витіснити погані емоції в підсвідомість. Оскільки фізіологічно приймання їжі дійсно пов'язане з отриманням позитивних смакових відчуттів, а також з виробленням ендорфінів, відбувається ситуаційна фіксація: поїв — отримав задоволення. Людина все частіше вдається до цього способу відходу від проблем, надалі вона намагається продовжити приємні відчуття, збільшуючи час прийому їжі та її кількість. З часом людина втрачає смакові відчуття під час їжі й концентрується на її обсязі, наповненості шлунку. Фізіологічно кровопостачання концентрується на органах травлення, і нервова діяльність погіршується, психологічно ж інтереси та увага зміщуються в бік харчових потреб.
Біологічна залежність розвивається тоді, коли внаслідок регулярного переїдання порушується тонкий механізм регулювання апетиту. Регуляція почуття голоду перестає ґрунтуватися на біологічних факторах (вміст вуглеводів в крові, наповненість шлунку) і стає суб'єктивною. Голод з'являється не тільки тоді, коли людині необхідна їжа, а іноді відразу після прийому їжі.
Щоб звільнити організм від небажаної їжі, застосовують різні очисні процедури. Найчастіше штучно викликають блювоту або вдаються до проносних і сечогінних засобів, клізм.

## Симптоми
Поведінкові ознаки:
- вживання великої кількості їжі;
- погане пережовування, заковтування шматками, поквапливе поїдання;
- після прийому їжі людина з булімією може піти до туалету, щоб викликати блювоту;
- замкнутий спосіб життя, прихованість, ознаки психологічного нездоров'я.

Фізіологічні ознаки:
- часте коливання ваги — хворий то набирає вагу, то різко худне;
- слабкість, знижена енергетика, загальне нездужання;
- схильність до запалення горла і горлянки (ангіни, фарингіти);
- хвороби органів травлення, обмінні розлади;
- стоматологічні захворювання як наслідок регулярної блювоти;
- посилене слиновиділення, гіпертрофія слинних залоз;
- дерматити, в'ялість шкіри, ознаки зневоднення.

## Ускладнення
Ускладнення нервової булімії:
- проблеми ротової порожнини: карієс, пародонтоз і пародонтит, руйнування зубної емалі.
- захриплість в результаті регулярного виклику блювоти, травми слизової верхніх дихальних і травних шляхів;
- можливий розвиток паротиту;
- гінекологічні розлади (порушення циклу аж до аменореї);
- травні розлади (хронічні гастрити, ентерити, порушення перистальтики кишки, запалення слизової оболонки стравоходу, захворювання прямої кишки, запори, метеоризм, порушення функцій підшлункової залози та печінки);
- ендокринні захворювання (цукровий діабет, гіпотиреоз, надниркова недостатність), метаболічний синдром, розлад водно-електролітного балансу.

## Лікування
Лікування булімії завжди передбачає ліквідацію причини її виникнення. При нервовій булімії патогенетичною терапією стає корекція психологічних розладів.
При лікуванні нервової булімії поєднується як індивідуальна, так і групова терапія. Нерідко хворим з депресією рекомендують антидепресанти. Хворим, у яких виникли ускладнення у вигляді обмінних порушень і травних розладів, рекомендуються спеціальні дієти та коректувальна лікарська терапія відповідно до наявної патології.
Зазвичай одного психотерапевтичного курсу для лікування недостатньо, терапія тривала, вимагає регулярного спостереження у психотерапевта для виключення випадів рецидиву.